# Tickle Mary
Tickle Mary è un cortometraggio muto del 1909 prodotto dalla Kalem. Il nome del regista non viene riportato nei credit del film.

## Produzione
Il film fu prodotto dalla Kalem Company.

## Distribuzione
Distribuito dalla Kalem Company, il film - un cortometraggio 40 metri - uscì nelle sale cinematografiche USA il 23 luglio 1909. Nelle proiezioni, veniva programmato con il sistema dello split reel, accorpato in un'unica bobina con un altro cortometraggio prodotto dalla Kalem, The Tom-Boy.